# Platanthera devolii
Platanthera devolii är en orkidéart som först beskrevs av Tsan Piao Lin och T.W.Hu, och fick sitt nu gällande namn av Tsan Piao Lin och Ken Inoue. Platanthera devolii ingår i släktet nattvioler, och familjen orkidéer. Inga underarter finns listade i Catalogue of Life.